# Monastère de Saint-Paul (Égypte)

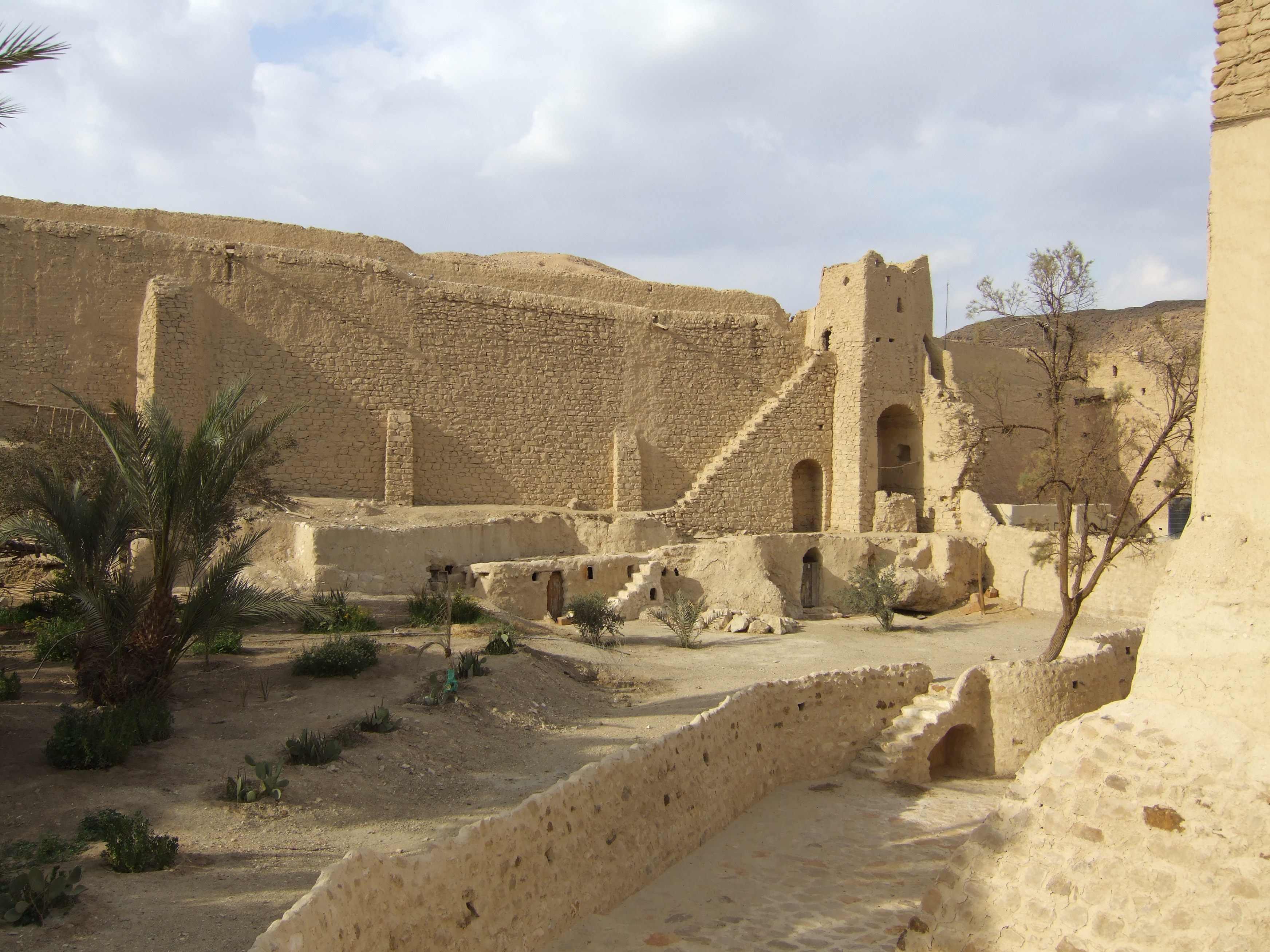
Murs du monastère de Saint-Paul

Le monastère de Saint-Paul est un des principaux monastères coptes orthodoxes d'Égypte. Il est situé dans le désert près de la mer Rouge. Il se trouve à environ 155 km au sud-est du Caire. Le monastère est aussi connu sous le nom de Monastère des tigres.

## Fondation et histoire
Le monastère de Saint-Paul de Thèbes date du Ve siècle. Il a été fondé sur la grotte où l'ermite saint Paul de Thèbes a vécu pendant 80 ans. Le premier témoignage sur l'existence du monastère est fourni par Antonin de Plaisance, qui a visité la tombe de saint Paul l'Ermite dans les années 560. Les premiers moines à occuper le monastère peuvent avoir été melchites, mais ils furent suivis par des moines égyptiens et syriens. Les Syriens peuvent avoir eu une existence soutenue au monastère, car il semble qu'ils ont aussi occupé le monastère durant la première moitié du XVe siècle, après quoi leur présence disparait.
Comme la plupart des monastères d'Égypte, celui-ci a subi plusieurs attaques de tribus de Bédouins. Le plus destructif fut en 1484 quand plusieurs moines du monastère furent tués et la bibliothèque brulée. Le monastère fut ensuite reconstruit sous le patronage du pope Gabriel VII d'Alexandrie (1526 - 1569), qui envoya dix moines du monastère syrien pour peupler le monastère de Saint-Paul. Durant la seconde moitié du XVIe siècle, le monastère fut attaqué de nouveau et saccagé par les Bédouins, forçant les moines à quitter. Le monastère resta déserté pendant 119 ans, puis repeuplé par un groupe de moines venant du monastère Saint-Antoine sous le patronage du pape Jean XVI d'Alexandrie (1676 - 1718), qui fit reconstruire le monastère en 1701.

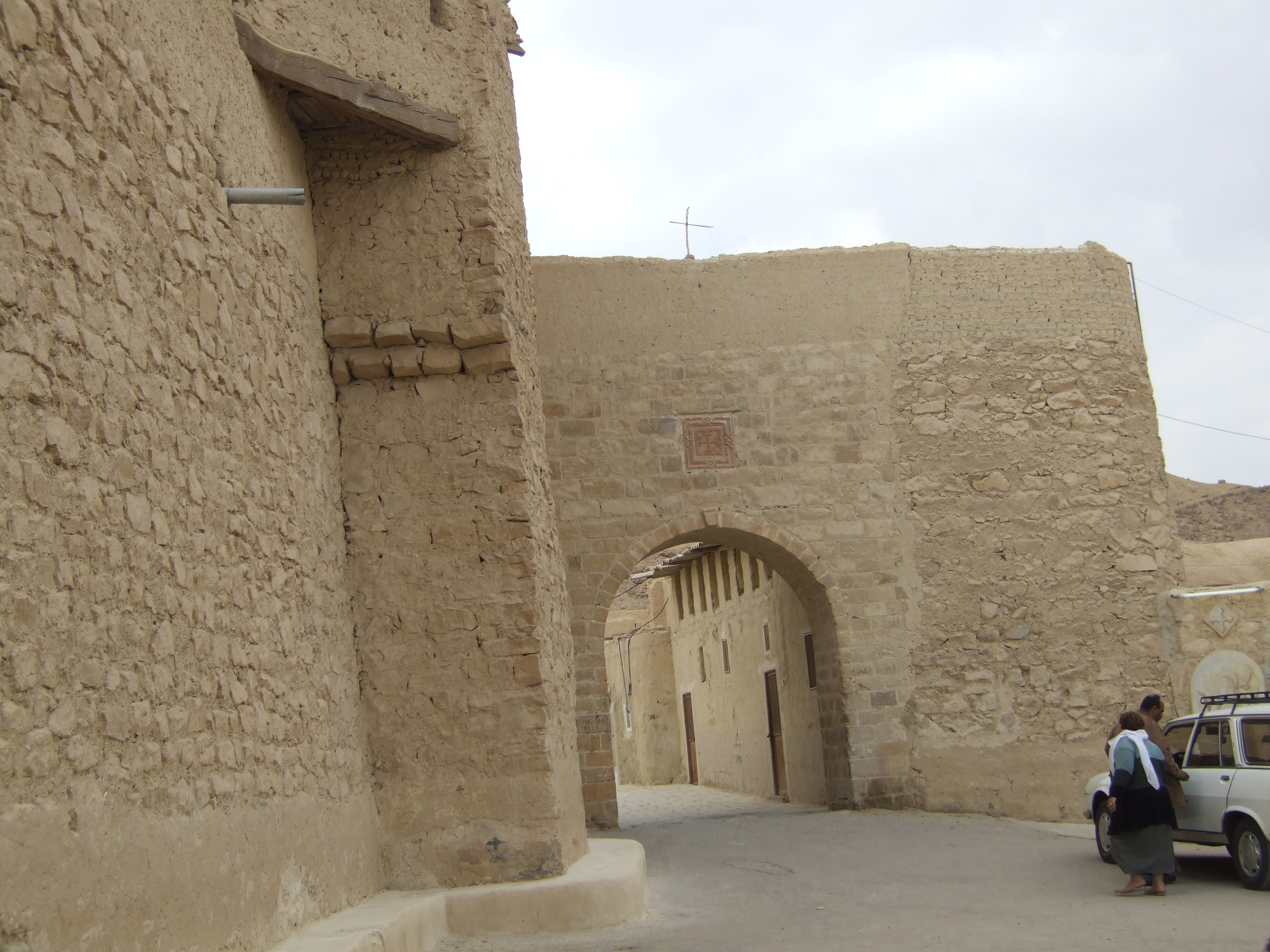
Entrée du monastère
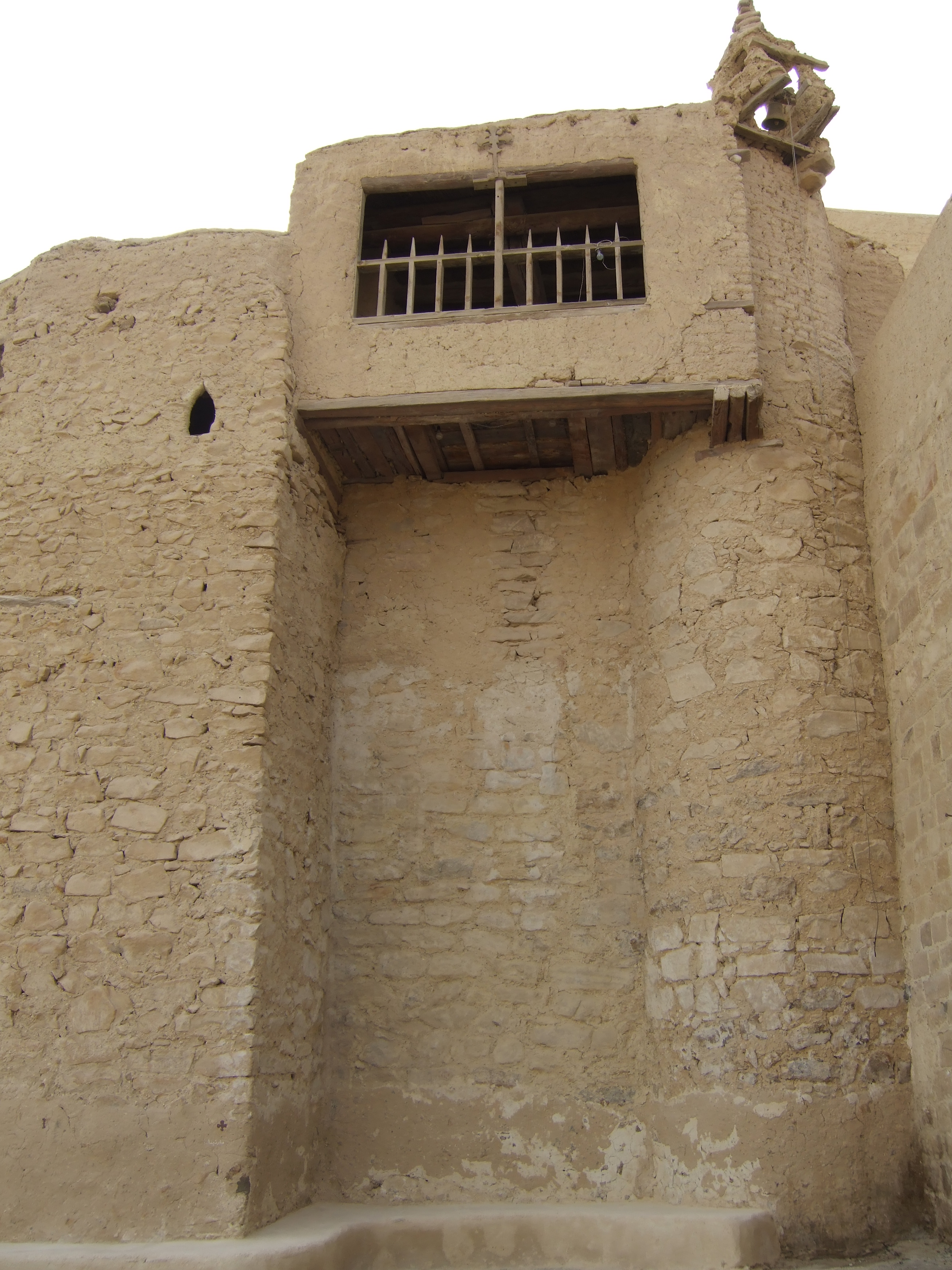
ancienne entrée
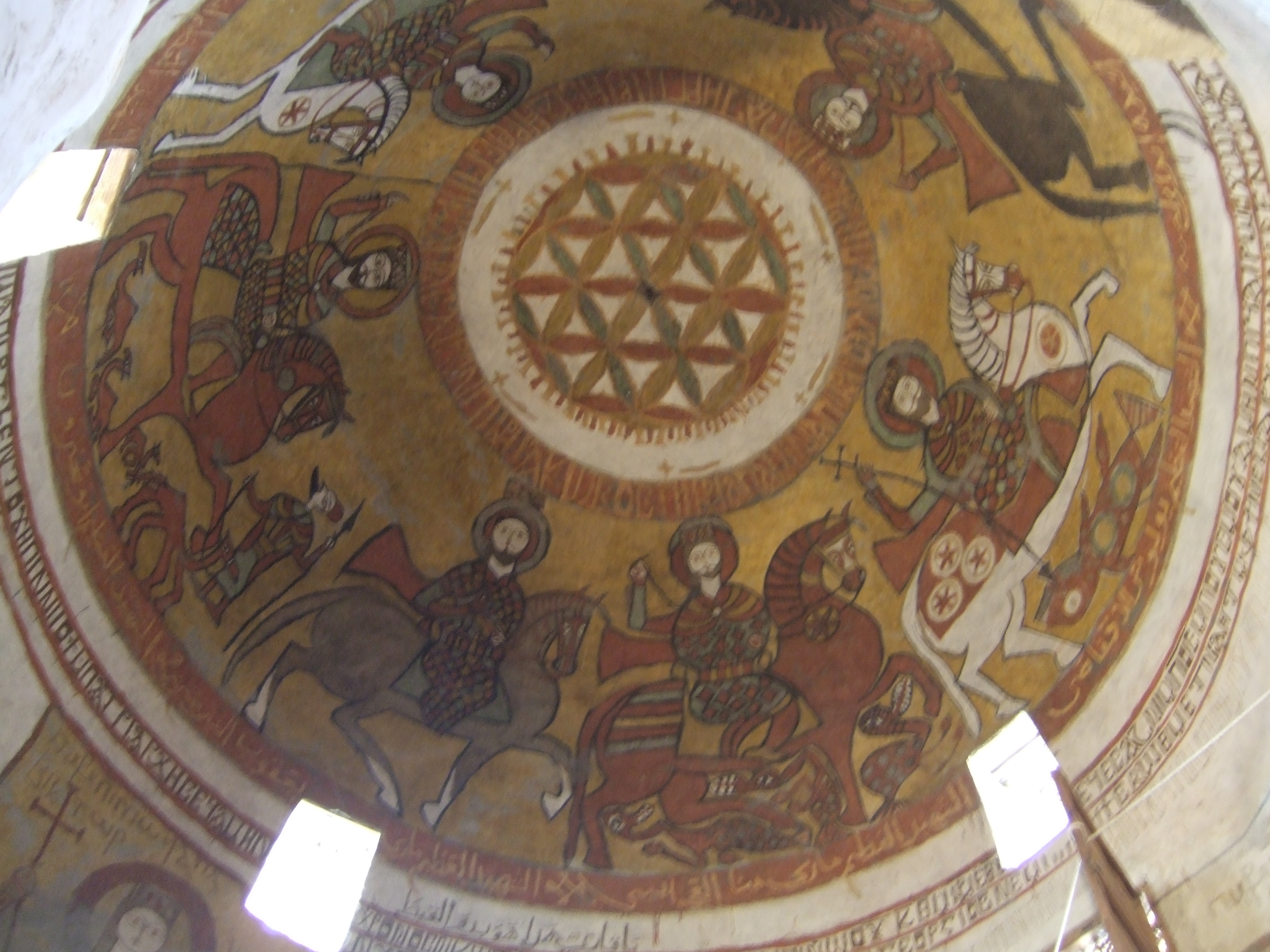
Fresque de l'église
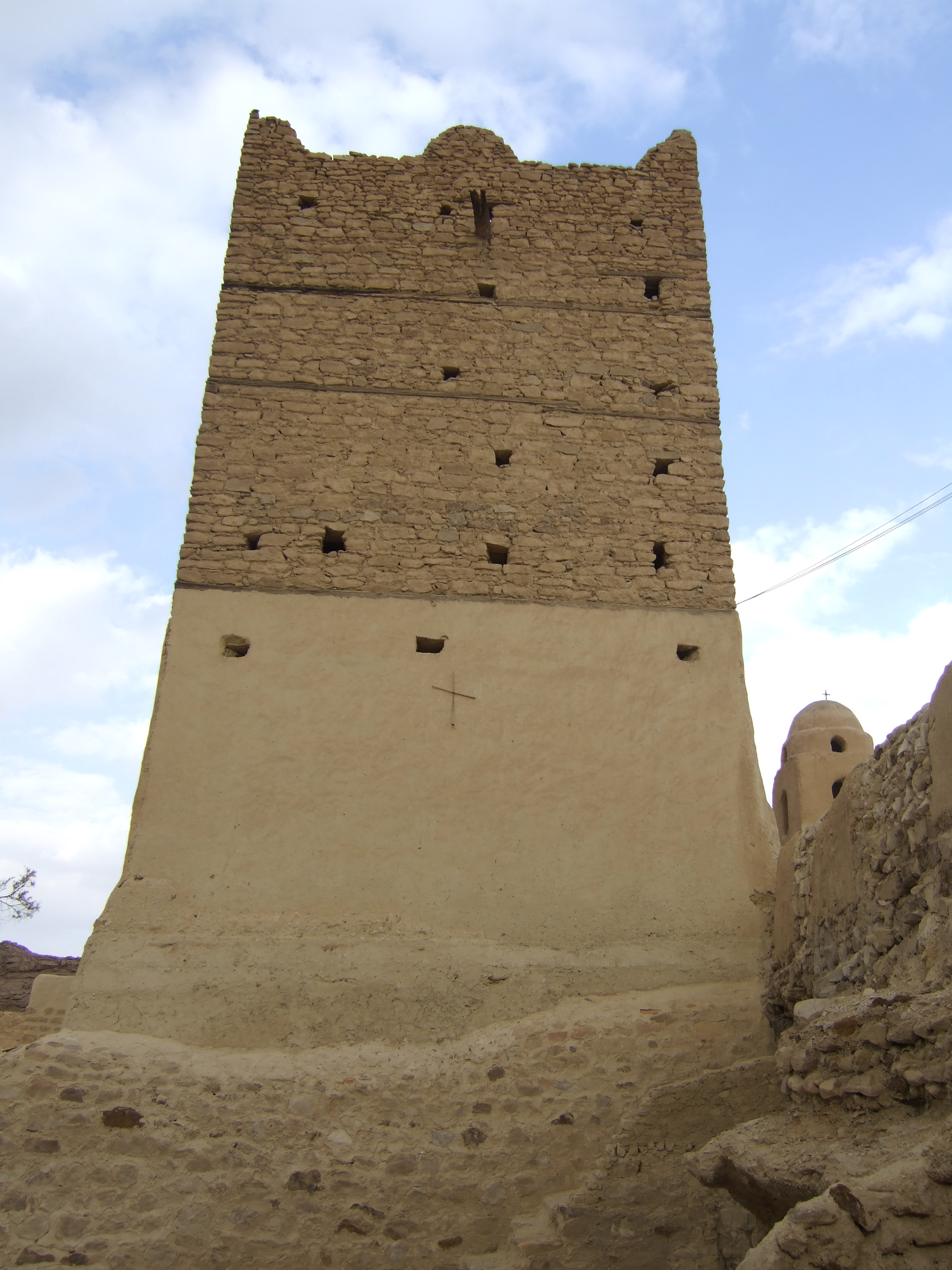
Tour défensive

## Histoire moderne

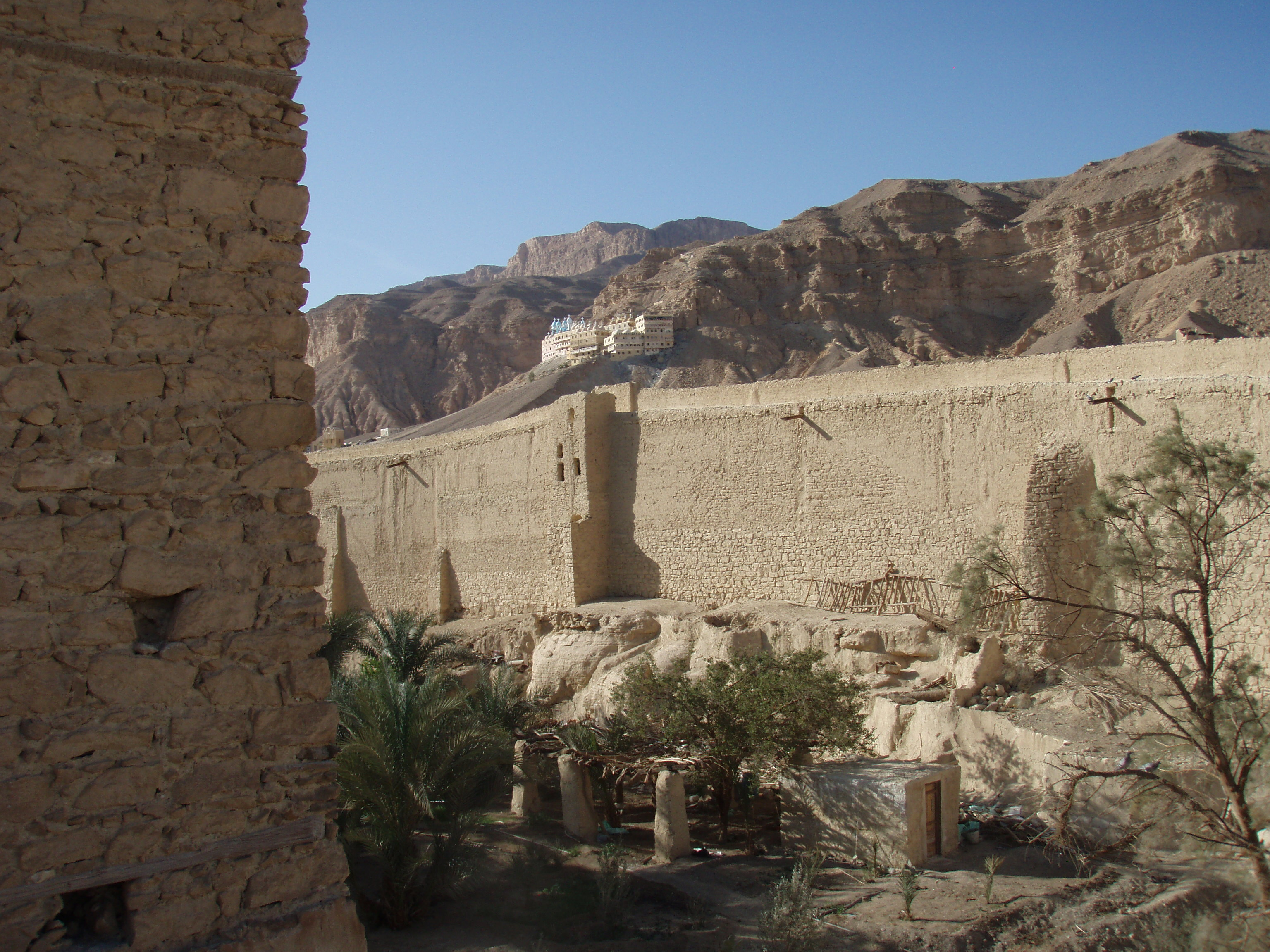
Juché sur le roc

Le monastère actuel a trois différentes églises. Celle de Saint-Paul Ermite, construite au sous-sol, fut à l'origine creusée dans la grotte où le saint vivait et où ses restes sont conservés. Les deux autres églises sont nommées d'après saint Mercurius et l'archange Michel. Le monastère est entouré de hauts murs, construits durant le XVIIIe siècle et le XIXe siècle.  Il a aussi une tour, un ancien réfectoire, un moulin et une source que l'on croit avoir servi à saint Paul Ermite durant ses 80 ans de réclusion à cet endroit. Une deuxième source, connue comme la Fontaine de Marie est nommée d'après Myriam, la sœur de Moïse, que l'on croit avoir lavé ses pieds durant l'Exode. Le monastère a plusieurs manuscrits illustrés, incluant la version copte de la Liturgie divine et le Commentaire sur l'épître de saint Paul à Tite de saint Jean Chrysostome.